# Майкайынский золотой прииск
Майкайынский золотой прииск, находится в Павлодарской области в поселке Майкаин, севернее на 45 км от Баянаульского района. Месторождение известно с 1895. В 1914 году выяснилось, что вместе с золотом можно добывать и медь. С 1915 года медные руды добывали англичане. Поисково-разведочные работы ведутся с 1926 года. Имеются 9 основных участков. Самый крупный из них по резерву — участок Майкайын В. Резерв 8 рудных тел на этом участке взят на баланс. Рудные тела прииска в виде линзы составляют углы от 80—90° (сверху) до 35—55° (снизу) к северо-западу. Глубина зоны окисления около 30 м, имеет в составе вкрапленные и цельные руды, ноли металл, барит, серу-колчедан. Главные рудные минералы — пирит, сфалерит, халькопирит, чистое золото, ковеллин, серебро, куприт, малахит, аргентит, борнит. Главные металлы и полезные составляющие — золото, серебро, медь, цинк, сера, барит; дополнительные — гандий, селен, теллур, кадмий, таллий, германий.